# ChorusOS
ChorusOS — микроядерная операционная система реального времени, разработанная для встраиваемых систем. Использовала модель вычислений с обменом сообщениями.
Изначально проект начат в INRIA (Франция) в 1979 году в рамках исследований распределенных ОС реального времени. В 1980-е Chorus оставался одним из двух старейших ядер ОСРВ, наряду с микроядром Mach (Carnegie Mellon University), и коммерчески развивался компанией Chorus Systèmes (англ.). Со временем основной акцент развития ОС сместился от распределенных ОСРВ к встраиваемым системам.
В 1997 году Sun Microsystems купила Chorus Systèmes, развивавшую ChorusOS. Sun, а, впоследствии, и Oracle практически не занимались развитием ОС.
В августе 2002 года основатели Chorus Systèmes организовали новую компанию Jaluna (позже переименована в VirtualLogix) и занялись разработкой встраиваемых систем, используя Linux и ChorusOS. В сентябре 2010 года VirtualLogix была поглощена компанией Red Bend.
Вариант микроядра Chorus, адаптированный в AT&T, использовался командой разработки векторных компьютеров Cray, которая реализовала UNICOS/mk поверх микроядра (использовалась на Cray T3E).
VirtualLogix разрабатывала встраиваемые системы, основанные на Linux и ChorusOS (под названием «VirtualLogix C5»). C5 ими заявлялась как ОС класса carrier-grade.
Последний вариант дерева исходных кодов ChorusOS, развитие версии 5.0, был опубликован в качестве open source компанией Sun по адресу . Был организован проект Jaluna на SourceForge, содержащий эти исходники. Разработанная сообществом ОС Jaluna-1 описывается как слой RT-POSIX совместимости, созданный на основе ОС FreeBSD 4.1.

## Версии
- CHORUS-V0 (1980—1982)
- CHORUS-V1 (1982—1984)
- CHORUS-V2 (1984—1986)
- CHORUS-V3 (1987—1997)